# Dita Saxová
Dita Saxová je novela Arnošta Lustiga z roku 1962. V roce 1967 byla próza zfilmována režisérem Antonínem Moskalykem.
Hlavní hrdinkou novely je osmnáctiletá Židovka Dita, která jako jediná ze své rodiny přežila koncentrační tábor. Dita žije v pražském internátu pro osiřelé židovské dívky a očekává, že přijdou léta klidného života. Není však schopna zapomenout na prožité válečné hrůzy a ponížení a navázat milostný či přátelský vztah. V závěru dívka odjíždí za prací do Švýcarska, kde však vnitřně prázdná, vykořeněná a bez smyslu života spáchá sebevraždu skokem z ledovce.
Lustig v této próze zpracoval téma možnosti návratu Židů do normálního života po válce, ve které mnoho z nich přišlo o dětství i domov, kam by se mohli vrátit. Poválečná doba pro ně byla jen novou izolací, z níž hledali (často marně) únik. Do vyprávění v er-formě pronikají hrdinčiny vzpomínky na válku, sny, úryvky písňových textů i dopisů.
Lustig text upravil, rozšířil zejména o sexuální motivy a znovu vydal v roce 2007.